# Coptocephala cyanea
Coptocephala cyanea es un coleóptero de la familia Chrysomelidae.
Fue descrita científicamente en 1992 por Tan.